# Stormtroopers of Death
Stormtroopers of Death (skraćeno S.O.D.) bili su američki crossover thrash sastav, kojeg se smatra jednim od prvih koji je kombinirao hardcore punk s thrash metalom. Bili su poznati i po politički nekorektnim tekstovima, za koje su izjavili da ih "nikad nisu smatrali ozbiljnim, već su ih pisali kako bi razljutili ljude.

## Povijest sastava
S.O.D. je osnovao Scott Ian, gitarist Anthraxa, te je kao ostale članove pozvao Anthraxovog bubnjara Charlija Benantea, bivšeg Anthraxovog basista Dana Lilkera te basista Psychosa, Billyja Milana kao pjevača. Nakon što su snimili demo Crab Society North s čak 63 pjesme, objavili su prvi studijski album Speak English or Die za izdavačku kuću Megaforce Records. Nakon odrađene turneje, članovi su se posvetili svojim drugim sastavima; Ian i Benante Anthraxu, Lilker Nuclear Assaultu, a Milano je osnovao novi sastav Methods of Destruction, poznatiji kao M.O.D., u kojem je koristio mnoge tekstove koje je napisao Ian. Sastav se ponovo okupio za jedan nastup 1992. u New Yorku, koji je objavljen kao album uživo Live at Budokan. Ponovo se okupljaju 1997. na Milwaukee Metal Festu, a dvije godine kasnije objavljuju i svoj drugi studijski album Bigger Than the Devil. Nakon toga, objavljuju još tri DVD-a, te 2007. svoj posljednji album Rise of the Infidels, koji je kompilacija njihovih prethodno snimljenih pjesama.

## Članovi
- Scott Ian - gitara, prateći vokal
- Dan Lilker - bas-gitara, prateći vokal
- Charlie Benante - bubnjevi
- Billy Milano - vokal

## Diskografija
Studijski albumi
- Speak English or Die (1985.)
- Bigger Than the Devil (1999.)

Koncertni albumi
- Live at Budokan (1992.)
- Official Live Bootleg (2009.)

Kompilacije
- Rise of the Infidels (2007.)

Singlovi
- "March of the S.O.D." (1985.)
- "Seasoning the Obese" (1999.)

Videografija
- S.O.D. Live At Budokan (VHS, 1992.)
- Kill Yourself: The Movie (2001.)
- Speak English or Live (2001.)
- 20 Years of Dysfunction (2005.)

## Vanjske poveznice
- Službena stranica  Arhivirana inačica izvorne stranice od 7. siječnja 2007. (Wayback Machine)